# Bov Kommune
 For alternative betydninger, se Bov. (Se også artikler, som begynder med Bov)
Bov Kommune i Sønderjyllands Amt blev dannet ved kommunalreformen i 1970. Ved strukturreformen i 2007 blev den som en af fem kommuner sammenlagt til Aabenraa Kommune sammen med den gamle Aabenraa Kommune (1970-2006), Lundtoft Kommune, Rødekro Kommune og Tinglev Kommune.

## Tidligere kommuner
Bov Kommune blev dannet ved sammenlægning af 2 sognekommuner:
| Kommune | Folketal 1. januar 1970 | Byer                                                 |
| ------- | ----------------------- | ---------------------------------------------------- |
| Bov     | 7.505                   | Fårhus, Kollund, Kollund Østerskov, Kruså og Padborg |
| Holbøl  | 2.021                   | Holbøl                                               |
| I alt   | 9.526                   |                                                      |

## Sogne
Bov Kommune bestod af følgende sogne, begge fra Lundtoft Herred:
- Bov Sogn
- Holbøl Sogn

## Borgmestre[2]
| Navn             | Parti                       | Periode   |
| ---------------- | --------------------------- | --------- |
| Holger Moos      | Venstre                     | 1970-1978 |
| Johan Rebsdorf   | Venstre                     | 1978-1985 |
| Thomas Jessen    | Lokalliste                  | 1985-1986 |
| Preben Johannsen | Socialdemokratiet           | 1986-1994 |
| Jens Aage Helmig | Venstre                     | 1994-1998 |
| Allan Niebuhr    | Det Konservative Folkeparti | 1998-2001 |
| Preben Johannsen | Socialdemokratiet           | 2001-2002 |
| Jens Aage Helmig | Venstre                     | 2002-2006 |

## Rådhus
Bov Kommunes rådhus på Kirkestien 1 med parkeringspladser ud til Plantagevej blev opført i 1976-78. Efter kommunesammenlægningen har det bl.a. rummet borgerservice, men den blev i 2015 flyttet til Bov Bibliotek.